# Волга (стадион, Самара)
«Во́лга» — один из самых старых стадионов города Самары.

## История
Стадион был построен в 1928 году в рамках программы развития массового спорта в СССР и подготовки к Первой Всесоюзной спартакиаде и назывался «имени Красного спортсмена». Данный спортивный объект принадлежал заводу имени Масленникова.
В 1937 году стадион назывался «Зенит», а его трибуны вмещали до 5000 зрителей. 24 мая 1937 года местная команда обыграла рязанский «Спартак» со счётом 2:0 в матче 1/64 финала Кубка СССР. На этом стадионе начинали играть Виктор Мурзин, Александр Скорохов, вратарь Владимир Корнилов, которые позже играли за «Крылья Советов».
В годы Великой Отечественной войны стадион перестал выполнять спортивную функцию: забор и некоторые деревянные сооружения были растащены на дрова, футбольное поле использовалось для строевой подготовки формировавшихся воинских подразделений и как склад сырья для завода имени Масленникова. После войны стадион уступал другим стадионам города, но на нём выступали футбольная команда «Трактор», хоккейная СКА и завода имени Масленникова, команда «Труд» по хоккею с мячом.
В 1962 году стадион получил своё нынешнее имя «Волга».

### Упадок и возрождение
В 1995 году завод передал стадион в аренду частной фирме, которая превратила его в вещевой рынок. Поле было заасфальтировано, трибуны постепенно разрушались. В 2001 году стадион стал муниципальной собственностью, ещё через несколько лет в июле 2005 администрация города передала стадион в долгосрочную аренду владельцам футбольного клуба «Юнит». В 2005—2008 годах стадион был возрождён. Был постелен голландский искусственный газон, смонтировано новое освещение мощностью 500 люкс, реконструирована одна трибуна на 2000 мест. Имелись планы расширения трибун до 10 000 мест, но в 2008 году начались финансовые трудности у «Юнитбанка» (спонсора клуба «Юнит»), из-за которых в 2009 клуб прекратил своё существование.
Весной 2008 года на стадионе выставлялась для обозрения всеми желающими копия Кубка Лиги чемпионов — в рамках тура по городам России.
На территории стадиона было начато самовольное строительство паркинга. В 2021 году было принято решение снести недострой. В планах развития квартала в границах улиц Ново-Садовой, пр. Масленникова, Автобусного пр., Луначарского предполагается построить крытую ледовую арену со вспомогательными помещениями и торговыми площадями, футбольный блок со спортивным залом, гостиничный комплекс с апартаментами и торговыми помещениями, офисные помещения.